# Syngamia exigualis
Syngamia exigualis is een vlinder uit de familie van de grasmotten (Crambidae), uit de onderfamilie van de Spilomelinae. De wetenschappelijke naam van deze soort is voor het eerst voorgesteld als Ochlia exigualis door Jacob Hübner in een publicatie uit 1823.
De soort komt voor in Suriname.